# Баландаево (сельское поселение Денискино)
Баландаево — железнодорожный разъезд в Шенталинском районе Самарской области в составе сельского поселения Денискино.

## География
Находится у железнодорожной линии Ульяновск-Уфа на расстоянии примерно 6 километров по прямой на восток-северо-восток от районного центра станции Шентала.

## История
Основан в начале XX века выходцами из деревни Баландаево.

## Население
Постоянное население составляло 4 человека (татары 50%, мордва 50%) в 2002 году, 0 в 2010 году.